# Bernardo Minozzi
Pour les articles homonymes, voir Minozzi.

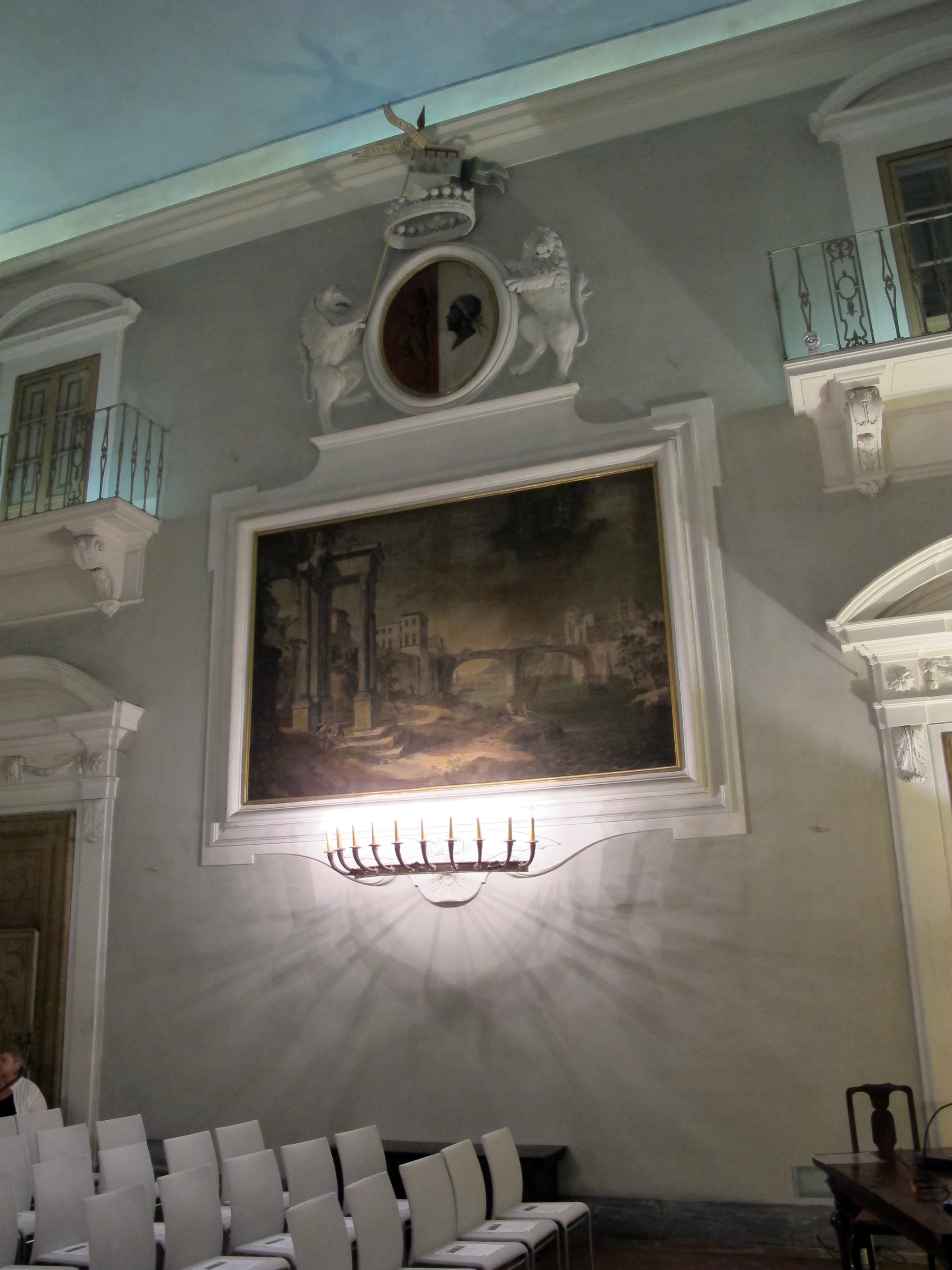
Vue fantastique, salon de bal de la Casa Martelli.

Bernardo Minozzi, aussi connu sous le nom de Bernardino Minozzi, né le 2 août 1699 à Bologne et mort le 5 mars 1769 dans la même ville, est un peintre de paysages baroque italien.

## Biographie
Bernardo Minozzi naît en 1699 à Bologne. À seize ans, intéressé par la peinture de paysages, le jeune Minozzi devient élève de Nunzio Ferraiuoli, qui lui suggère de commencer par l'étude de la figure humaine, que Minozzi effectue chez Angelo Michele Cavazzoni et à l'Académie du nu. Il revient par la suite chez Ferraiuoli et est son disciple conjointement avec Carlo Lodi. Après le départ de Lodi, Minozzi continue d'être sous Ferraiuoli pendant une dizaine d'années.
Vers 1727, Minozzi devient indépendant et ouvre sa propre boutique. Il se marie avec Maria Trebbi. Son expérience qu'il a eu avec Ferraiuoli lui permet de décrocher plusieurs contrats, dont quelques-uns d'Angleterre du marchand Owen McSweeney, qui a précédemment recruté Ferraioli. Ses œuvres sont aussi utilisées par le marchand Andrea Forni, qui les vend en les faisant passer pour les œuvres d'un certain « Monsù Bernardo ». En 1729, Minozzi est à Venise où il est connu comme un peintre bolonais de renommée. Il retour peu après, mais s'installe par la suite à Florence pour six ans (jusqu'à 1738 et vers 1740), où il acquiert une certaine renommée. Il réalise plusieurs peintures pour Niccolò Gaburri et y rencontre Paolo Anesi, qui l'incite à aller à Rome. Il est élu à l'Accademia Fiorentina en 1735, et reste membre jusqu'en 1756. En 1737, il expose notamment des peintures de la Basilique de la Santissima Annunziata.
En 1738, il s'installe à Rome et y séjourne pendant deux ans. Il y réalise plusieurs séries de vues de la ville, dont certaines semblables aux collections du musée du Prado. Il y revient en 1741, d'où il envoie une lettre à Gaburri lui informant de la mort d'Andrea Locatelli. Minozzi finit par retourner définitivement à Bologne, où il enchaîne les commandes municipales de paysages de campagnes et de villages. De 1745 à 1747, Minozzi travaille sur sa plus importante commande, la décoration de la salle de la Gonfaloniere au palais municipal. À son achèvement, il est rapidement accepté dans l'Accademia Clementina, dont il est élu prince en 1750.
Les prochaines seize années se passent au service des Caprara, pour qui il réalise de nombreux paysages (dont neuf dans leur villa « Le Budrie »). En 1760, Luigi Guidotti publie la Scelta di paesi inventati, ed intagliati da Piero Jacopo Palmieri, e da altri bolognesi per uso de pittori dilettanti, où l'on retrouve deux paysages gravés par Minozzi. En prévision du mariage du sénateur Ulisse Giuseppe Gozzadini et Anna Segni, le peintre collabore avec Ubaldo Gandolfi à la décoration d'une voûte d'une salle du palais sénatorial, pour laquelle il ne reçoit que 5 lires.
Dans ses dernières années, Bernardo Minozzi reste très actif à l'Accademia Clementina. De 1766 à 1767, il est juge des prix Fiori et Marsili Aldovandri pour l'architecture et doit visiter les académiciens malades en 1768 avec Antonio Beccadelli (en). Il participe la même année à l'élaboration d'une nouvelle loi. Il meurt le 5 mars 1769. Il laisse deux enfants qui se sont spécialisés dans la peinture de Quadratura : Angelo (1742-1825), peu connu dans le milieu de la peinture, et Flaminio Innocenzo, qui est devenu plutôt prospère.

## Œuvres
Bernardo Minozzi laisse quatre esquisses de paysages au lavis brun exposés au British Museum. Ils ont été faussement attribués à Marco Ricci.